# Alberto Francini
Alberto Francini (Rimini, 13 luglio 1958) è un ex judoka sammarinese.

## Biografia
Nato a Rimini nel 1958, gareggiava nella classe di peso dei 60 kg.
A 22 anni ha partecipato ai Giochi olimpici di Mosca 1980, nei 60 kg, uscendo ai sedicesimi di finale contro il britannico John Holliday.
In seguito ha preso parte ad altre tre edizioni delle Olimpiadi, sempre nei 60 kg: Los Angeles 1984, dove è stato battuto ai sedicesimi dallo spagnolo Carlos Sotillo, Seul 1988, dove ha passato i trentaduesimi di finale battendo il nordyemenita Mohamed Kohsrof ma è stato sconfitto ai sedicesimi dall'olandese Guno Berenstein, e infine Barcellona 1992, dove a 34 anni si è fermato ai trentaduesimi, eliminato dal tedesco Richard Trautmann, poi bronzo, e sconfitto anche al ripescaggio, dal canadese Ewan Beaton.